# Megurine Luka
Megurine Luka (Tiếng Nhật:巡音ルカ; Romaji: Megurine Ruka) là một Vocaloid với hình tượng cá tính lồng tiếng bởi một ứng dụng tổng hợp giọng hát được phát triển bởi Crypton Future Media. Cô sử dụng công nghệ hát tổng hợp Vocaloid 2 và Vocaloid 4 của công ty Yamaha. Giọng hát của cô được lấy mẫu từ nữ diễn viên lồng tiếng Yū Asakawa.
Cô đã biểu diễn tại buổi hòa nhạc trực tiếp trên sân khấu như trong phim hoạt hình.

## Phát triển

### Mở đầu
Luka được phát triển bởi Crypton Future Media sử dụng Vocaloid 2. Giọng cô được Yamaha tạo ra bằng cách lấy mẫu thanh nhạc từ diễn viên lồng tiếng Yū Asakawa tại một phòng thu âm kiểm soát giai điệu.
Megurine Luka ban đầu được thiết kế để trở thành Vocaloid đầu tiên của Crypton với tên gọi "Hatsune Miku" với khả năng hát cả tiếng Anh và tiếng Nhật. Tuy nhiên, dự án này được giữ và đặt tên cho một nhân vật khác.
Luka là giọng ca Vocaloid thứ 3.

### Phần mềm bổ sung
Luka nhận được một bản cập nhật gọi là "Megurine Luka Append" phát triển cho Vocaloid 2. Phiên bản mới này đã được sử dụng trong album Vocaloid Minzoku Cho Kyokushū (VOCALOID民族調曲集? ) cho ca khúc "Hoshizora để Yuki no Butōkai"(Zeal mix). Album quảng cáo Vocalo Append sử dụng một phiên bản beta của Luka của "Soft" Append. Các giọng hát đã được công bố đã được giảm xuống trong Vocaloid 3 sản xuất vào tháng 1 năm 2011. Luka đã không được cập nhật Vocaloid 3.
Ngày 19 tháng 3 năm 2015, một phiên bản mới Vocaloid 4 được phát triển cho Luka gọi là Megurine Luka V4X , được phát hành có chứa một gói 6 giọng hát - 4 cho Nhật Bản và 2 cho tiếng Anh. Giọng ca tiếng Nhật là "Hard", "Soft", "Hard EVEC" và "Soft EVEC"; trong khi giọng ca tiếng Anh là "Straight" và "Soft". Sử dụng hệ thống mới "EVEC" cho Piapro phòng thu cho phép điều chỉnh chi tiết của âm thanh ngữ âm.  Các EVEC "màu sắc" của Luka là "năng lượng 1", "năng lượng 2", "bản địa", "thì thầm", "đen tối", "khàn khàn", "mềm", "giận dỗi" và "dễ thương". Tất cả bốn giọng ca Nhật Bản có thể sử dụng hệ thống mới "Cross-tổng hợp" ("XSY") cho Vocaloid4 với nhau.

## Tiếp thị
Do có khả năng hát tiếng Anh, Luka phổ biến với khán giả trên toàn thế giới thay vì chỉ ở Nhật Bản.
Ban đầu, cô là Vocaloid có khả năng hát Tiếng Anh tốt nhất cho đến khi Gumi được phát hành.

## Đặc điểm
Theo KEI, người được yêu cầu minh họa Luka theo Crypton: do phần mềm song ngữ, thiết kế của cô không đối xứng do đó, từ góc độ khác nhau, cô sẽ trông khác nhau. Không như những nhân vật trước trong Vocaloid, trang phục của cô không được thiết kế theo bộ đồng phục trường. Cô được dựa trên "Yamaha VL1 VL-1". Phong cách ăn mặc của cô được thiết kế lỗi thời để làm cho cô ấy đại diện cho quá khứ, như một hình thức. Ngược lại, "02" trên vùng cổ của cô đại diện cho "âm thanh xung quanh". Thiết kế của cô kết hợp nhạc cụ bằng gỗ và dụng cụ bằng đồng. Những viên ngọc xanh gần cổ họng cô đại diện cho độ ẩm trong những giọt nước và không khí. Ngoài ra có một phiên bản khác của Luka là chibi Tako Luka (đầu là Luka còn thân là bạch tuộc).
| Tên             | Megurine Luka                                   |
| Ngày sinh       | 30 tháng 1                                      |
| Tuổi            | 20                                              |
| Chiều cao       | 162 cm / 5 ft 4 in                              |
| Cân nặng        | 45 kg / 99 lb                                   |
| Vật tượng trưng | Cá ngừ                                          |
| Thể loại        | pop, R&B, nhạc điện tử,...                      |
| Nhịp độ         | 65-145bpm (V2), 50-170bpm (V4X)                 |
| Phạm vi vocal   | D3-D5 (V2), E2-F4 (V4X JPN), G # 2-C4 (V4X ENG) |

## Âm nhạc
Luka cho đến nay đã được sử dụng tại hơn 210 bài hát và một trong những bài hát của cô mang tên "ダブルラリアット(Double Lariat?)", sáng tác bởi Agoaniki-P, được coi là một trong những bài hát nổi tiếng nhất của cô với gần 6.000.000 lượt xem trên Nico Nico Douga.